# NGC 1427A
NGC 1427A (другие обозначения — ESO 358-49, MCG −6-9-16, AM 0338-354, FCC 235, PGC 13500) — галактика в созвездии Эридан.
Этот объект не входит в число перечисленных в оригинальной редакции «Нового общего каталога» и был добавлен позднее.
Галактика относится к классу неправильных галактик, то есть имеющих аморфную структуру. Она находится на расстоянии 62 млн световых лет от Земли, входя в Скопление Печи.
В галактику NGC 1427A входит большое число молодых горячих голубых звёзд, что свидетельствует об интенсивном формировании новых звёзд. Галактика движется со скоростью 600 км/с в сторону соседнего скопления. Некоторые астрономы полагают, что через несколько миллиардов лет это приведёт к гибели галактики.
Галактика NGC 1427A входит в состав группы галактик NGC 1316. Помимо NGC 1427A в группу также входят ещё 22 галактики.